# Saale-Orla-Wanderweg

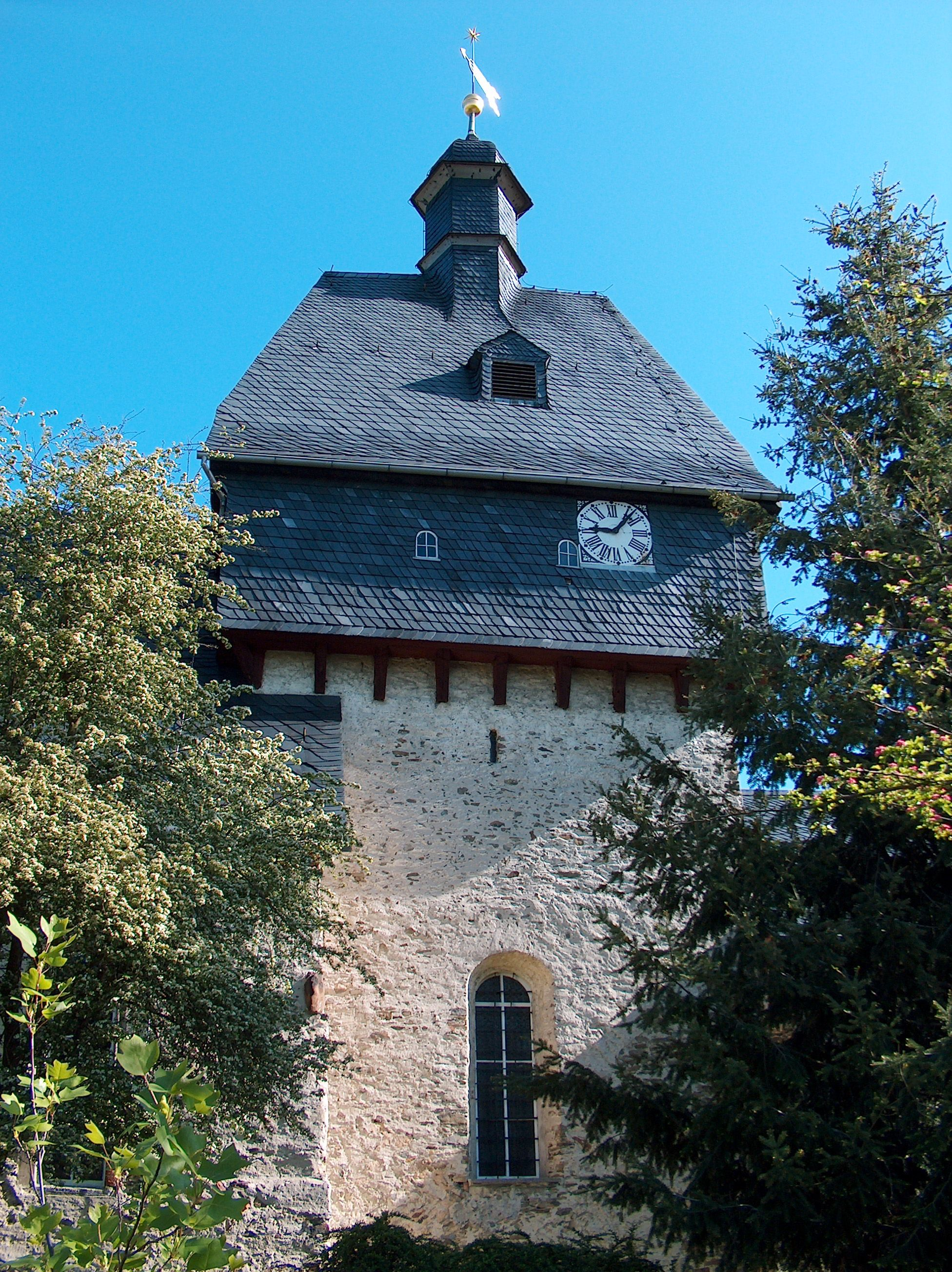
Die Wehrkirche Friesau am Saale-Orla-Wanderweg

Der Saale-Orla-Wanderweg ist ein ca. 326 km langer Wanderweg in Thüringen, der von Blankenstein bis nach Hirschberg führt. Die Höhe des Weges variiert zwischen 180 und 690 Metern. Der Schwierigkeitsgrad wird als mittel eingestuft.
Längs des Weges liegen die Orte Bad Lobenstein, Raila, Ziegenrück, Wurzbach, Leutenberg, Saalfeld, Pößneck, Breitenhain, Schleiz und Tanna.
Laut einem OTZ-Artikel vom 16. April 2016 wurde dieser Weg abgewickelt und die Beschilderung zum Teil entfernt.

## Sehenswürdigkeiten entlang des Weges
Entlang des Weges gibt es eine Reihe von Sehenswürdigkeiten wie den Schlosspark des Schlosses Ebersdorf, die Schiffsanlegestelle Saalburg, das Schloss Burgk mit seiner Silbermann-Orgel, das Wasserkraftmuseum Ziegenrück, die Ziehmestalbrücke, die Ausgrabungsstätte Wysburg, die Wehrkirche Friesau, das Technische Gießerei- und Schaudenkmal Heinrichshütte, die Schiffsanlegestelle Pumpspeicherwerke Hohenwarte, die Gemeinde Saalfeld mit ihren vier historischen Stadttoren, den Feengrotten und der Burgruine Hoher Schwarm, die Gemeinden Pößneck und Neustadt an der Orla, die Galerie-Holländer-Windmühle Linda, das Pfahlhaus im Hausteich bei Plothen, die Bergkirche von Schleiz sowie das Freilichtmuseum zur ehemaligen innerdeutschen Grenze in Mödlareuth.

## Abschnitte
- 1. Etappe: Hirschberg – Blankenstein 16 km
- 2. Etappe: Blankenstein – Lobenstein 22 km
- 3. Etappe: Lobenstein – Raila 30 km
- 4. Etappe: Raila – Ziegenrück 28 km
- 5. Etappe: Ziegenrück – Wurzbach 32 km
- 6. Etappe: Wurzbach – Leutenberg 31 km
- 7. Etappe: Leutenberg – Saalfeld 28 km
- 8. Etappe: Saalfeld – Pößneck 26 km
- 9. Etappe: Pößneck – Breitenhain 26 km
- 10. Etappe: Breitenhain – Schleiz 42 km
- 11. Etappe: Schleiz – Tanna 28 km
- 12. Etappe: Tanna – Hirschberg 20 km

## Markierung
Der Wanderweg ist mit einem roten Dreieck markiert.